# James Arthur Calata
James Arthur Calata (* 22. Juli 1895 Debe Nek, Kapkolonie; † 16. Juni 1983 in Cradock) war ein südafrikanischer Politiker, anglikanischer Geistlicher und von 1936 bis 1949 Generalsekretär des African National Congress (ANC).

## Leben
Calata wurde in eine arme Farmerfamilie geboren und zwischen 1911 und 1914 am anglikanischen St. Matthews College in Grahamstown ausgebildet. Bis 1918 unterrichtete er dort als Hilfslehrer. Nach seiner Heirat 1918 machte er eine zweijährige Ausbildung zum Pfarrer, an deren Ende er zum Diakon geweiht wurde. Seine ersten Missionen waren in Port Elizabeth und Somerset East. Nach der Priesterweihe 1928 wurde Calata nach Cradock gesandt, wo er bis zu seinem Ruhestand blieb und sich in einem Township niederließ. Er engagierte sich für die African Boy Scouts, beaufsichtigte 30 Laienpriester und sechs Schulen und besuchte regelmäßig die Außenstationen der Mission.
1930 schloss Calata sich dem ANC an und wurde im selben Jahr zum Regionalpräsidenten der Partei in der Kapprovinz gewählt. Nach seiner Wahl zum Generalsekretär des ANC 1936 war er aus politischer Überzeugung an der Abwahl von Pixley ka Isaka Seme und der Wahl von Zaccheus Richard Mahabane und schließlich von Alfred Bitini Xuma zum Präsidenten beteiligt. 1942 wurde er zum Bischof von Transkei nominiert, seine Wahl jedoch durch weiße Anglikaner verhindert. Er versuchte relativ erfolglos Geistliche zu politisierten und griff eine Idee von Davidson Don Tengo Jabavu auf, indem er die Cape Midlands Interdenominational African Ministers Association gründete, eine Vereinigung, die ein Sprachrohr gegenüber der Regierung sein und die Bevölkerungsgruppen Südafrikas einigen sollte. Mit dem Ende der Präsidentschaft von Xuma endete auch Calatas Amtszeit als Generalsekretär.
1952 wurde ihm im Rahmen der Defiance Campaign die politische Arbeit verboten; seine geistliche konnte er mit Auflagen weiterführen. 1956 hatte er den Vorsitz der Gegenkonferenz zur Tomlinson-Kommission, im selben Jahr wurde er im Rivonia-Prozess angeklagt, später jedoch freigesprochen und erneut mit einem Tätigkeitsverbot belegt. 1959 wurde Calata zum Kanoniker der Kathedrale vom Grahamstown gewählt. Unter dem Staatsnotstand 1960 wurde er durch die South African Police erneut verhaftet und mangels beweiskräftiger Unterlagen wegen des Besitzes von zwei Fotos von ANC-Führern unter Anwendung des Suppression of Communism Act zu sechs Monaten Haft auf Bewährung verurteilt. 1968 endete das Betätigungsverbot, Calata ging in den Ruhestand; er blieb weiterhin Domherr in Grahamstown. Bei seinem Begräbnis im Juni 1983 waren über 5000 Menschen anwesend.
Calata war der Großvater von Fort Calata, einem Anti-Apartheid-Kämpfer, der 1985 von südafrikanischen Sicherheitskräften ermordet wurde (siehe auch: Cradock Four).

## Auszeichnungen
- Order of Luthuli in Gold (postum 2008)[4]
- Mehrere Straßen und Schulen in der Provinz Ostkap sind nach Calata benannt.